# Симмонс, Чарльз (гимнаст)
Чарльз Симмонс (англ. Charles Simmons; 24 декабря 1885, Ислингтон, Большой Лондон — 15 февраля 1945, Cricklewood) — британский гимнаст, бронзовый призёр летних Олимпийских игр 1912 года в командном первенстве. Участвовал также в индивидуальных соревнованиях на той же Олимпиаде (28-е место).
Был женат на Уинифред Аиде Лавлэнд (венчание состоялось 23 мая 1914 года в церкви Святого Марка в Толлингтон-Парке). Воспитал четырёх детей. Самый известный ребёнок — Джин Симмонс, актриса.